# Намери (национальный парк)
Намери (англ. Nameri National Park, ассам. নামেৰি ৰাষ্ট্ৰীয় উদ্যান) — один из национальных парков Индии. Расположен в округе Сонитпур штата Ассам, в 35 км от города Тезпур. Площадь составляет 200 км². На севере территория парка граничит с заповедником Пакхуи, который расположен уже в штате Аруначал-Прадеш.
Территория Намери была объявлена заповедным лесом в 1978 году и заповедником — в 1985 году, площадь составляла тогда 137 км². 15 ноября 1998 года территория была расширена и официально получила статус национального парка.
Флора представлена вечнозелёными и лиственными лесами, зарослями тростника и бамбука, а также узкими полосками открытого травянистого пространства вдоль рек. Из млекопитающих стоит отметить тигров, леопардов, индийского замбара, мунтжака, гаура, губача, индийскую гигантскую белку, белогрудого медведя, красного волка, хохлатого тонкотела и др. Парк служит домом для более чем 300 видов птиц.